# Don't Be Messin' 'Round
Don't Be Messin' 'Round는 마이클 잭슨의 음반 Bad 25의 수록곡이다.이 곡은 미발매 곡으로 2012년에 발매된 곡이다.딱히 유명하진 않지만 마이클 잭슨을 떠올리게 할 수 있는 곡이다.

## 같이 보기
- 마이클 잭슨의 죽음